# Zygmunt Syrokomski

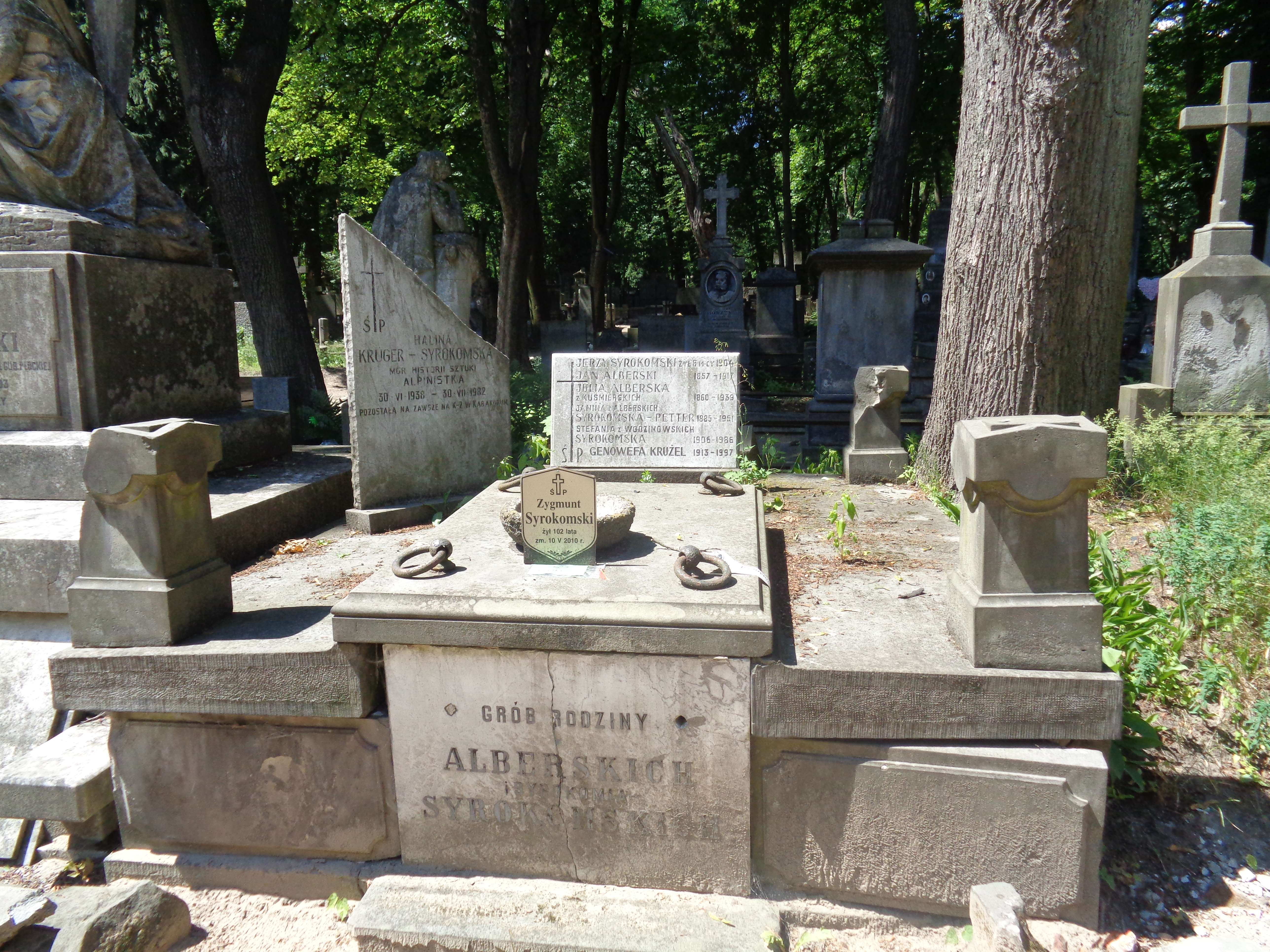
Grób Zygmunta Syrokomskiego i symboliczny grób Haliny Krüger-Syrokomskiej na cmentarzu Powązkowskim

Zygmunt Jerzy Syrokomski (ur. 23 lutego 1908 w Warszawie, zm. 10 maja 2010 tamże) – polski pedagog, wychowawca młodzieży, instruktor harcerski, harcmistrz.

## Życiorys
Jego ojcem był nestor polskiego lotnictwa pułkownik pilot Jerzy Syrokomla-Syrokomski.

### Lata licealne
W latach 1919–1929 był uczniem Gimnazjum im. Króla Władysława IV w Warszawie. W wieku 12 lat został harcerzem w działającej tam 17 Warszawskiej Drużynie Harcerskiej – był w niej zastępowym i przybocznym oraz zdobył pierwszy stopień instruktorski.

### Praca zawodowa i służba harcerska przed wojną
Po maturze przez 3 lata pracował wśród dzieci i młodzieży zamieszkałej w barakach dla bezdomnych na Annopolu i Żoliborzu.
W 1932 rozpoczął studia pedagogiczne na Wydziale Humanistycznym Uniwersytetu Warszawskiego. Pod koniec studiów, ukończonych w 1938, był asystentem profesora Bogdana Nawroczyńskiego i sekretarzem Komisji Egzaminów Państwowych na Nauczycieli Szkół Średnich. Z ramienia Wydziału Oświaty i Kultury Zarządu Miejskiego prowadził wykłady i ćwiczenia z psychologii na Uniwersytecie Powszechnym m. Warszawy (kursy dla pracującej młodzieży).
Jako student był drużynowym 49 WDH im. Gabriela Narutowicza w Szkole Powszechnej przy ul. Kruczej, a następnie kierownikiem Wydziału Ogólnego Komendy Chorągwi Warszawskiej ZHP, szefem kursów podharcmistrzowskich, wizytatorem obozów i kolonii letnich i zimowych chorągwi. W 1936 uzyskał stopień harcmistrza. W 1937 został instruktorem Głównej Kwatery Harcerzy. Z ramienia GK oraz działu zagranicznego Naczelnictwa ZHP zajmował się działalnością edukacyjną wśród polonijnego harcerstwa w Niemczech (w tym na Warmii, Mazurach i Śląsku Opolskim), we Francji, w Belgii i na Łotwie. Prowadził kursy instruktorskie, opiekował się młodzieżą szkół powszechnych i gimnazjów. Był redaktorem dodatku zagranicznego tygodnika dla młodzieży harcerskiej pt. Na tropie Harcerstwa Polskiego Zagranicą. W ostatnim roku przed wojną przerzucany był do Niemiec nielegalnie, przez zieloną granicę, ponieważ ambasada niemiecka nie chciała wydać mu wizy.
W 1933 ożenił się ze Stefanią Wodzinowską.
W 1939 rozpoczął pracę w Ministerstwie Wyznań Religijnych i Oświecenia Publicznego.

### Okupacja
We wrześniu 1939 walczył w Ochotniczych Robotniczych Batalionach Obrony Warszawy. Za działalność harcerską w Niemczech już od początku okupacji (październik 1939) poszukiwany przez gestapo, ukrywał się w różnych częściach kraju. W 1940 został zastępcą komendanta części lewobrzeżnej Chorągwi Mazowieckiej Szarych Szeregów (kryptonim „Puszcza”). Zagrożony aresztowaniem przeniósł się w październiku 1942 do Krakowa. Był łącznikiem Szarych Szeregów między Warszawą a Krakowem, wykładał na kursach Armii Krajowej.

### Okres powojenny
Po wojnie ponownie zatrudniony w Ministerstwie Oświaty, skąd skierowano go do pracy etatowej w Naczelnictwie ZHP. Pełnił tam funkcje: Szefa Działu Skarbowego, prezesa Centrali Dostaw Harcerskich, komisarza Odbudowy Domu Harcerstwa oraz współorganizatora Centralnej Akcji Szkoleniowej (w Osowcu pod Warszawą).
Poza harcerstwem pełnił też funkcje prezesa Ochotniczej Straży Pożarnej w Jaktorowie oraz pracował w turystyce, najpierw w Biurze Obsługi Turystycznej „Orbis”, a następnie w Spółdzielni Turystyczno-Wypoczynkowej „Gromada”, gdzie organizował wycieczki zagraniczne.
Brał udział w Krajowej Naradzie Działaczy Harcerskich w Łodzi w 1956, uznanej za zjazd reaktywujący ZHP po okresie stalinizmu. Następnie pracował w Komendzie Chorągwi Warszawskiej, gdzie organizował akcję letnią i zimową, m.in. był komendantem zgrupowań obozów drużynowych w Karwicy i Barlinku. Od 1965 przez 3 kadencje był sekretarzem Centralnej Komisji Rewizyjnej ZHP. Zasiadał w Komisji Historycznej ZHP w Komisji Opiniującej przyznawanie Krzyża za Zasługi dla ZHP z Rozetą z Mieczami za udział w II wojnie światowej. Był członkiem Kręgu Seniorów Hufca Mokotów, a w 1974–1976 – kierownikiem planowania i dokumentacji Harcerskich Festiwali Kultury Młodzieży Szkolnej w Kielcach.

### Działalność poza harcerstwem
Działał też w Warszawskiej Spółdzielni Mieszkaniowej, gdzie prowadził teatr amatorski na Rakowcu. Był przewodniczącym oraz sekretarzem Zespołu Środowisk Żołnierzy Września. Pisał artykuły w czasopismach kombatanckich i harcerskich.
Wieloletni członek, w latach 1977–1990 prezes, a w 1990–2010 honorowy prezes Zarządu Koła Wychowanków Gimnazjum i Liceum im. Króla Władysława IV.
W 1996 ożenił się z Jadwigą Skibicką.
Syrokomski pochowany został na cmentarzu Powązkowskim (kwatera 32 wprzód, rząd I, grób 36–37).

## Odznaczenia
Odznaczony Krzyżem Komandorskim i Kawalerskim Orderu Odrodzenia Polski, Krzyżem Armii Krajowej, Krzyżem Partyzanckim, Medalem za Warszawę i Złotym Krzyżem „Za Zasługi dla ZHP” z Mieczami.